# Karl Krall

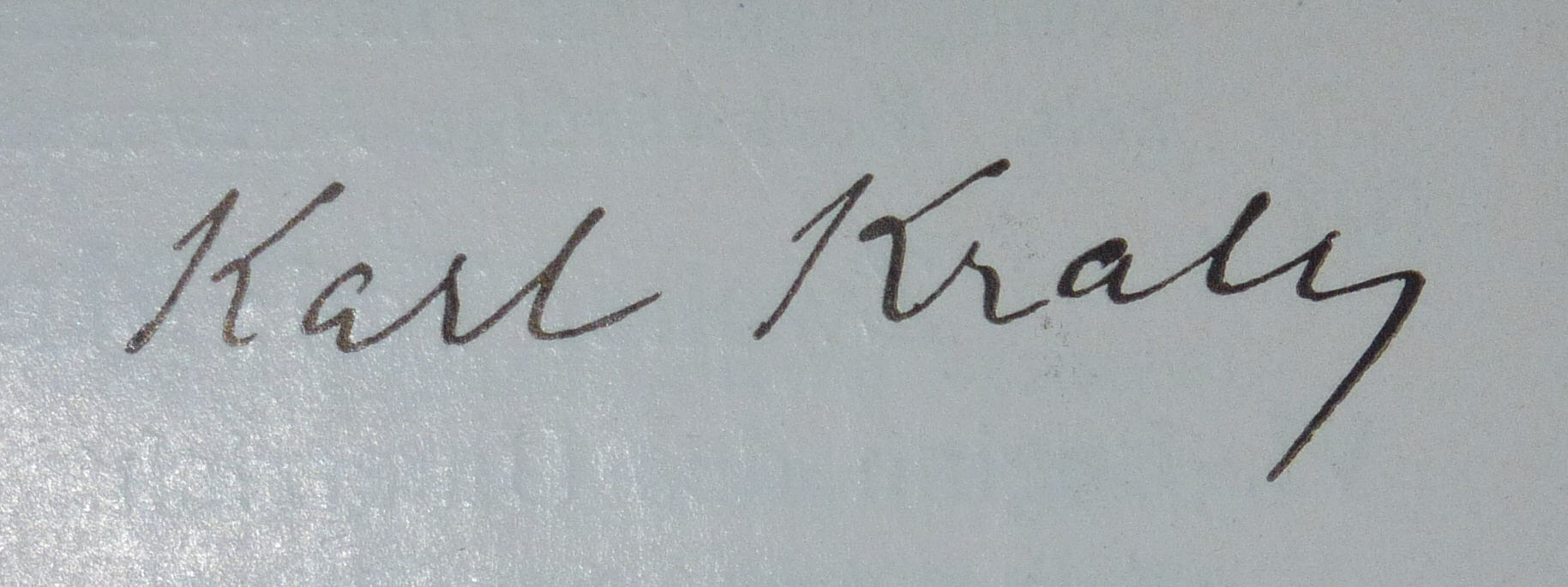
Kralls Unterschrift

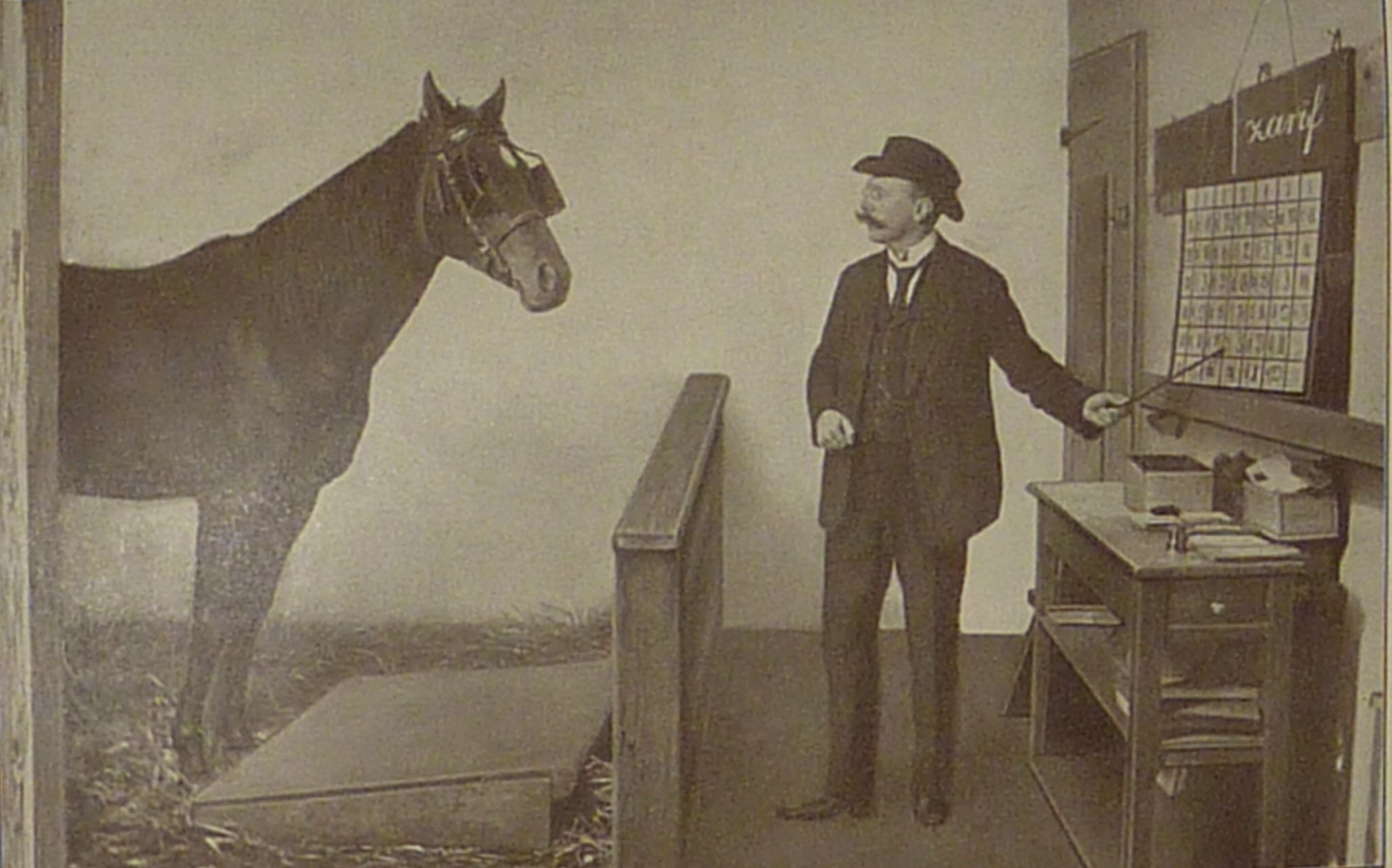
Zarif lernt buchstabieren

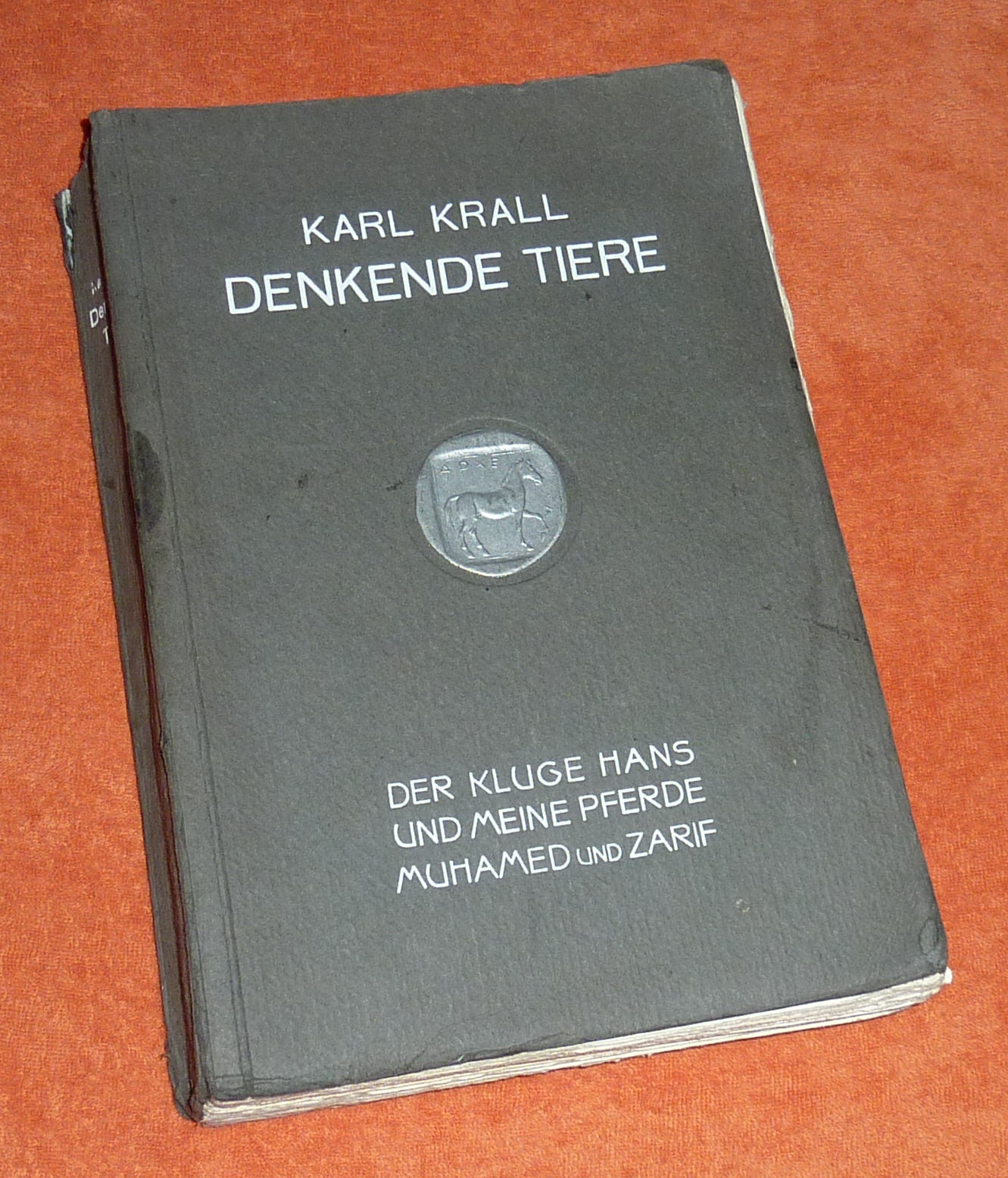
Denkende Tiere von Karl Krall

Karl Krall (* 9. April 1863 in Elberfeld, heute Wuppertal; † 12. Januar 1929 in München) war ein deutscher Pionier der Tierpsychologie.

## Leben und Werk
Krall entstammte einer Juweliersfamilie. Er genoss die Schulausbildung in Schulpforta, wurde Juwelier in Elberfeld und kam in Kontakt mit dem Tierpsychologen und Privatgelehrten Wilhelm von Osten.
Krall erbte nach dem Tod des Vorbesitzers 1909 den als „denkendes Pferd“ berühmten Klugen Hans und führte die Experimente fort, mit denen Wilhelm von Osten begonnen hatte, um zu beweisen, dass Tiere mit Intelligenz und einem Ichbewusstsein ausgestattet sind. Neben Hans dienten ihm ab 1908 elf weitere Pferde, zwei Esel, ein Pony und ein Elefant als Versuchstiere. Darunter waren die Hengste Muhamed, der angeblich auch komplexe Rechenaufgaben lösen konnte, und Zarif, dem ein ungewöhnliches Lesetalent attestiert wurde. Namentlich bekannt sind auch der blinde Hengst Berto und der Shetländer Hänschen.
Außerdem stand Krall in Korrespondenz mit zahlreichen Personen, die Tiere mit außergewöhnlichen Fähigkeiten besaßen oder trainiert hatten. 1912 veröffentlichte er sein umfangreiches Buch Denkende Tiere, das unter anderem von Franz Lütgenau rezensiert wurde, aber bei der Leserschaft nicht mehr auf großes Interesse stieß. Die öffentliche Aufmerksamkeit für den Klugen Hans hatte sich schon gelegt, nachdem Hans’ Rechen- und Lesefähigkeiten durch Oskar Pfungst widerlegt worden waren, obwohl Kapazitäten wie Édouard Claparède, der Psychiater Gustav Wolff, Paul Sarasin und Zoologen wie Ludwig Plate und Heinrich Ernst Ziegler sich von Kralls akribisch aufgezeichneten Beobachtungen überzeugen ließen. Auch Maurice Maeterlinck stattete dem Stall einen Besuch ab und war verblüfft über die rechnerischen Leistungen der Tiere und ihre mutmaßliche Fähigkeit, sich mit Klopfzeichen zu verständigen.
Jedoch war Kralls Zeitschrift Tierseele nicht erfolgreich und 1916 gab er den Versuchsstall auf. Seine Pferde, darunter auch der einst berühmte Kluge Hans, wurden zum Kriegsdienst herangezogen; über ihr weiteres Schicksal ist nichts bekannt.
1925 zog Krall nach München und beschäftigte sich dort mit dem Okkultismus.
1923 schuf Otto Dix das Bildnis des Juweliers Karl Krall, das später als entartete Kunst angesehen wurde und heute im Von-der-Heydt-Museum in Wuppertal-Elberfeld hängt. Dieses Gemälde stellt nicht den Juwelier und Tierpsychologen Karl Krall, sondern seinen gleichnamigen Sohn, den Juwelier und Kunstsammler Karl Krall d. J. (* 8. Juli 1893 in Elberfeld; † 25. November 1938) dar.
Der Nachlass von Karl Krall ist im Psychologiegeschichtlichen Forschungsarchiv (PGFA) der Fernuniversität in Hagen.
Krall hat die Hauptfigur in der schwedischen Kindersendung „Doctor Krall“ inspiriert.

## Veröffentlichungen
- Denkende Tiere. Beiträge zur Tierseelenkunde auf Grund eigener Versuche. Der kluge Hans und meine Pferde Muhamed und Zarif. Engelmann, Leipzig 1912
- Über unwillkürliches Flüstern. Eine kritische und experimentelle Nachprüfung der Hansen-Lehmannschen Versuche. O. Mutze, Leipzig 1926